# Alois Peroutka
Alois Peroutka (* 18. června 1957, Ostrava-Zábřeh) je český římskokatolický kněz, kdysi dlouholetý farář v Novém Jičíně, soudce Interdiecézního soudu v Olomouci a papežský kaplan.
Vystudoval Cyrilometodějskou bohosloveckou fakultu v Litoměřicích a 30. června 1984 přijal v Olomouci kněžské svěcení. Poté působil nejprve jako farní vikář v kroměřížské farnosti u kostela Nanebevzetí Panny Marie a od března 1986 jako farář v Dobré, odkud excurrendo spravoval také farnost v Dobraticích. Od 1. ledna 1993 byl farářem v Novém Jičíně a od ledna 1994 rovněž administrátorem excurrendo kunínské farnosti. Roku 1997 se navíc stal děkanem novojičínského děkanátu. Svoje vzdělání si v letech 1998 až 2000 rozšířil studiem na Katolické univerzitě v Lublinu, kde získal licenciát kanonického práva a v roce 2005 také doktorát teologie. Od roku 2001 působí rovněž jako soudce Interdiecézního soudu v Olomouci. V roce 2006 jej papež Benedikt XVI. jmenoval kaplanem Jeho Svatosti.
Ve funkci faráře a děkana v Novém Jičíně působil až do června 2024, kdy byl jmenován výpomocným duchovním v téže farnosti. Od 1. září 2024 byl ustanoven v olomoucké arcidiecézi výpomocným duchovním farností Vsetín, Liptál a také ostatních farností děkanátu Vsetín. 